# 阮超
阮超（越南语：／，?—?），十二使君之一，号阮右公（越南语：／），据守西扶烈（今河内市青池县）。丁部领进攻阮超费力最大，折将四员，一度失利。967年，丁部领命将领阮匐为先锋、黎桓为后援，自己流当总帅，才消灭了阮超。